# Leonard Petelenz
Leonard Petelenz (ur. 1854, zm. 12 stycznia 1914 w Wiedniu) – pułkownik cesarskiej i królewskiej Armii.

## Życiorys
Urodził się w 1854, w rodzinie Antoniego (-1855), urzędnika skarbowego, i Pulcherii z Rogalskich. Jego braćmi byli: Karol (1847-1930), nauczyciel, Ignacy (1850-1911), nauczyciel, zoolog, polityk, Rudolf (1852-1919).
Został oficerem cesarskiej i królewskiej Armii. W 1877 ukończył Terezjańską Akademię Wojskową. Awansowany kolejno do stopni podporucznika (Leutnant) w 1877 i porucznika (Oberleutnant) w 1882. W 1882 służył w Pułku Piechoty Nr 41. W 1882 został przeniesiony do Pułku Piechoty Nr 95. Na stopień kapitana 2. klasy został mianowany ze starszeństwem z 1 stycznia 1889. Po trzech latach awansował na kapitana 1. klasy z tym samym starszeństwem z 1 stycznia 1899. W 1899 został przeniesiony do Dolnoaustriackiego Pułku Piechoty Nr 4 w Wiedniu. Na stopień majora został mianowany ze starszeństwem z 1 maja 1901. W tym samym roku został przeniesiony do Czeskiego Pułku Piechoty Nr 102 na stanowisko komendanta 1. batalionu w Cavalese. W 1904 został przesunięty na stanowisko komendanta 2. batalionu w Benešovie. Na stopień podpułkownika został mianowany ze starszeństwem z 1 maja 1906. 12 listopada 1909 został mianowany na stopień pułkownika. W tym samym roku został przeniesiony do Galicyjskiego Pułku Piechoty Nr 45 w Przemyślu, a w 1910 wyznaczony na stanowisko komendanta pułku. Z powodu złego stanu zdrowia w maju 1913 został przeniesiony w stan spoczynku. Zmarł 12 stycznia 1914 w Wiedniu, w wieku 59 lat. Jego pogrzeb odbył się 15 stycznia 1914.

## Ordery i odznaczenia
- Krzyż Zasługi Wojskowej – 1899[17][18]
- Signum Laudis Brązowy Medal Zasługi Wojskowej na czerwonej wstążce[19]
- Medal Wojenny[19]
- Odznaka za Służbę Wojskową[19]
- Brązowy Medal Jubileuszowy Pamiątkowy dla Sił Zbrojnych i Żandarmerii[19]
- Krzyż Jubileuszowy Wojskowy[19]